# Diana Yankey
Diana Yankey ou Dinah Yankey  (née le 2 février 1967) est une athlète ghanéenne, spécialiste du 100 m haies. 

## Biographie
Deuxième des Jeux africains de 1987, elle remporte deux titres de championne d'Afrique sur 100 m haies en 1989 et 1990, et décroche par ailleurs la médaille d'argent en 1988. 

### Palmarès
| Date | Compétition            | Lieu     | Résultat | Épreuve     |
| ---- | ---------------------- | -------- | -------- | ----------- |
| 1987 | Jeux africains         | Nairobi  | 2e       | 100 m haies |
| 1987 | Jeux africains         | Nairobi  | 2e       | 4 x 100 m   |
| 1988 | Championnats d'Afrique | Annaba   | 2e       | 100 m haies |
| 1988 | Championnats d'Afrique | Annaba   | 1re      | 4 x 100 m   |
| 1989 | Championnats d'Afrique | Lagos    | 1re      | 100 m haies |
| 1990 | Championnats d'Afrique | Le Caire | 1re      | 100 m haies |
| 1990 | Championnats d'Afrique | Le Caire | 2e       | 4 × 100 m   |

### Records
| Épreuve     | Performance | Lieu  | Date              |
| ----------- | ----------- | ----- | ----------------- |
| 100 m haies | 13 s 64     | Séoul | 28 septembre 1988 |